# Badwater Ultramarathon

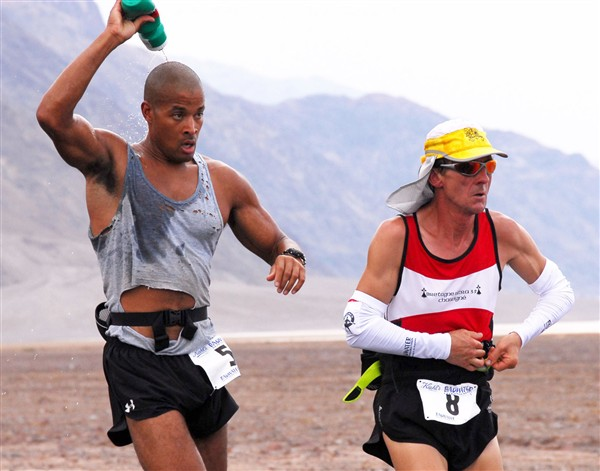
Alcuni concorrenti nella Valle della Morte. A sinistra David Goggins.

La Badwater Ultramarathon è una competizione sportiva di ultratrail che si svolge in California nel mese di luglio su un percorso di 135 miglia (circa 217 km). Il nome deriva dal Bacino di Badwater situato nella Valle della Morte, dove la gara prende avvio. Nel panorama delle ultramaratone è ritenuta una fra le più impegnative.

## Percorso
La partenza della competizione è nel Bacino di Badwater, situato 85 metri sotto il livello del mare; l'arrivo è presso il portale di accesso al percorso trail verso la vetta del Monte Whitney, a quota 2530 metri, sempre in California. Il dislivello complessivo positivo ammonta a circa 3962 metri, quello negativo a 1433 metri; la lunghezza è di circa 217 chilometri. I punti più significativi interessati dal percorso sono: Furnace Creek, il Passo di Townes, il Passo di Panamint, Lone Pine, il Lago di Owen.